# NGC 4880
NGC 4880 é uma galáxia espiral barrada (SB0-a) localizada na direcção da constelação de Virgo. Possui uma declinação de +12° 29' 00" e uma ascensão recta de 13 horas, 00 minutos e 10,5 segundos.
A galáxia NGC 4880 foi descoberta em 12 de Abril de 1784 por William Herschel.